# 斯洛博然斯凱 (克拉斯諾赫拉德區村莊)
斯洛博然斯凱（烏克蘭語：Слобожанське）是烏克蘭東部哈爾科夫州别列斯京区的舊維里夫卡市鎮内的村莊。該村面積1.32平方公里，海拔高度187米，人口790，人口密度每平方公里959.1人。